# Nati nel 1979/Giugno
| Questa pagina contiene informazioni ricavate automaticamente dalle voci biografiche con l'ausilio del template Bio e di un bot. L'aggiornamento è periodico e automatico e ricostruisce completamente la pagina. Se manca una persona in questa lista, sei pregato di non aggiungerla, ma accertati piuttosto che la sua voce biografica contenga il template Bio e che i dati anagrafici siano correttamente compilati. Se il template Bio manca, inseriscilo tu stesso o, in alternativa, metti l'avviso {{tmp\|Bio}} che ne segnala la mancanza. Se i dati riportati sono sbagliati, correggi direttamente la voce biografica; le modifiche saranno visibili in questa lista entro pochi giorni. Per chiarimenti vedi il progetto biografie. La lista contiene solo le 383 persone che sono citate nell'enciclopedia e per le quali è stato implementato correttamente il template Bio. Pagina aggiornata al 10 ago 2025. |

- 1º giugno - Stefania Andreoli, psicoterapeuta e scrittrice italiana
- 1º giugno - Julien Bontemps, velista francese
- 1º giugno - TheFatRat, disc jockey e musicista tedesco
- 1º giugno - Lolita Chakrabarti, drammaturga e attrice britannica
- 1º giugno - Milan Davidov, ex calciatore serbo
- 1º giugno - Mario Méndez, ex calciatore messicano
- 1º giugno - Santana Moss, ex giocatore di football americano statunitense
- 1º giugno - Ladislav Nagy, hockeista su ghiaccio slovacco
- 1º giugno - Craig Olejnik, attore canadese
- 1º giugno - Markus Persson, autore di videogiochi e imprenditore svedese
- 1º giugno - Stefano Rosso, stilista, imprenditore e dirigente sportivo italiano
- 1º giugno - António Semedo, ex calciatore portoghese
- 1º giugno - Yang Dong-geun, cantante e attore sudcoreano
- 1º giugno - Diego de la Vega, ex calciatore argentino
- 2 giugno - Morena Baccarin, attrice brasiliana
- 2 giugno - Stanislav Balašov, ex cestista ucraino
- 2 giugno - Butterfly Boucher, cantautrice e polistrumentista australiana
- 2 giugno - Fernando Miguel Fernández Escribano, allenatore di calcio e ex calciatore spagnolo
- 2 giugno - Choirul Huda, calciatore indonesiano († 2017)
- 2 giugno - Andreas Ihle, canoista tedesco
- 2 giugno - Davide Minnella, regista, sceneggiatore e autore televisivo italiano
- 2 giugno - Chiara Perfetti, ex cestista italiana
- 2 giugno - James Ransone, attore statunitense
- 2 giugno - Natalia Rodríguez, ex mezzofondista spagnola
- 2 giugno - Mark Spicoluk, bassista e produttore discografico canadese
- 3 giugno - Tierre Brown, ex cestista statunitense
- 3 giugno - Alain Demuth, ex hockeista su ghiaccio svizzero
- 3 giugno - Luis Fernando López, marciatore colombiano
- 3 giugno - Christian Malcolm, velocista britannico
- 3 giugno - Andrej Moiseev, pentatleta russo
- 3 giugno - Mato Neretljak, allenatore di calcio e ex calciatore croato
- 3 giugno - Pierre Poilievre, politico canadese
- 3 giugno - Roman Romančuk, pugile ucraino († 2016)
- 3 giugno - Rumer, cantautrice britannica
- 3 giugno - Manabu Wakabayashi, ex calciatore giapponese
- 4 giugno - Jarosław Bieniuk, ex calciatore polacco
- 4 giugno - Anthony Charteau, ex ciclista su strada francese
- 4 giugno - Alain Clark, cantante e produttore discografico olandese
- 4 giugno - Tetjana Čornovol, giornalista e attivista ucraina
- 4 giugno - Jean Dika Dika, ex calciatore camerunese
- 4 giugno - David Frölund, ex calciatore svedese
- 4 giugno - Karolina Jagieniak, ex tennista francese
- 4 giugno - Jade MacRae, cantante australiana
- 4 giugno - Iván Moreno y Fabianesi, ex calciatore spagnolo
- 4 giugno - Henri Sillanpää, ex calciatore finlandese
- 4 giugno - Marco Squarta, politico italiano
- 4 giugno - Naohiro Takahara, allenatore di calcio e ex calciatore giapponese
- 4 giugno - Daniel Vickerman, rugbista a 15 australiano († 2017)
- 5 giugno - David Bisbal, cantautore spagnolo
- 5 giugno - Sinitta Boonyasak, attrice thailandese
- 5 giugno - Erin Buescher, ex cestista statunitense
- 5 giugno - Matt Charman, sceneggiatore britannico
- 5 giugno - Antonio Di Salvo, allenatore di calcio e ex calciatore tedesco
- 5 giugno - Federico Gartner, pilota motociclistico argentino
- 5 giugno - Marija Goloviznina, ex tennista russa
- 5 giugno - Marco Gonçalves, schermidore portoghese
- 5 giugno - Mike Hercus, ex rugbista a 15 statunitense
- 5 giugno - Jocivalter, ex calciatore brasiliano
- 5 giugno - François Sagat, attore pornografico francese
- 5 giugno - Sebastián Saja, allenatore di calcio e ex calciatore argentino
- 5 giugno - Matteo Signani, pugile italiano
- 5 giugno - David Weir, atleta paralimpico britannico
- 5 giugno - Peter Wentz, cantante, polistrumentista e attore statunitense
- 5 giugno - Giorgia Würth, attrice, conduttrice radiofonica e conduttrice televisiva italiana
- 5 giugno - Xu Yang, ex calciatore cinese
- 5 giugno - Natalja Žukova, scacchista ucraina
- 5 giugno - Cristiano Júnior, calciatore brasiliano († 2004)
- 6 giugno - Diego De Lorenzis, politico italiano
- 6 giugno - Roberto De Zerbi, allenatore di calcio e ex calciatore italiano
- 6 giugno - Solenne Figuès, ex nuotatrice francese
- 6 giugno - Norbert Hauata, arbitro di calcio francese
- 6 giugno - Damián Manso, ex calciatore argentino
- 6 giugno - Lisanne de Roever, hockeista su prato olandese
- 7 giugno - Luis Caplliure, schermidore spagnolo
- 7 giugno - Mykola Chrjapa, cestista ucraino († 2024)
- 7 giugno - Kevin Hofland, allenatore di calcio e ex calciatore olandese
- 7 giugno - Julie, cantante danese
- 7 giugno - Anne McClain, astronauta statunitense
- 7 giugno - Paolo Mottadelli, multiplista italiano
- 7 giugno - Evelina Papantoniou, modella greca
- 7 giugno - Jalen Pokorn, ex calciatore sloveno
- 7 giugno - Evgenija Stroganova, schermitrice russa
- 7 giugno - Kazuki Teshima, ex calciatore giapponese
- 7 giugno - Bryan Thomas, ex giocatore di football americano statunitense
- 7 giugno - Cosmin Tilincă, ex calciatore rumeno
- 7 giugno - Anna Torv, attrice australiana
- 8 giugno - Gianfranco Di Sarno, politico italiano
- 8 giugno - Marica Fantuz, politica italiana
- 8 giugno - Youssef Hajdi, attore francese
- 8 giugno - Rob Holliday, musicista britannico
- 8 giugno - Ruben Houkes, judoka olandese
- 8 giugno - Ashley Long, ex attrice pornografica britannica
- 8 giugno - Toifilou Maoulida, ex calciatore francese
- 8 giugno - Hrvoje Miholjević, ex ciclista su strada croato
- 8 giugno - Luciano Palos, ex calciatore argentino
- 8 giugno - Park Hee-kyung, schermidore sudcoreano
- 8 giugno - Derek Trucks, chitarrista statunitense
- 8 giugno - Vivian Inés Urdaneta Rincón, modella venezuelana
- 8 giugno - İpek Şenoğlu, ex tennista turca
- 9 giugno - Roberto Casalino, cantautore, paroliere e compositore italiano
- 9 giugno - Dario Dainelli, dirigente sportivo, allenatore di calcio e ex calciatore italiano
- 9 giugno - Laura Giordano, soprano italiano
- 9 giugno - Amanda Lassiter, ex cestista statunitense
- 9 giugno - Émilie Loit, ex tennista e telecronista sportiva francese
- 9 giugno - Nick Rizzo, ex calciatore australiano
- 9 giugno - David Suarez, allenatore di calcio e ex calciatore francese
- 9 giugno - Stefano Tempesti, ex pallanuotista italiano
- 9 giugno - Chris Tilton, compositore statunitense
- 9 giugno - Andrew Walker, attore canadese
- 9 giugno - Charlene Warren-Peu, politica britannica
- 10 giugno - Assi Azar, conduttore televisivo e comico israeliano
- 10 giugno - Lee Brice, cantautore statunitense
- 10 giugno - Murat Hacıoğlu, ex calciatore turco
- 10 giugno - Kōnstantinos Loumpoutīs, ex calciatore greco
- 10 giugno - Iván Raña, triatleta spagnolo
- 10 giugno - Stjepan Skočibušić, ex calciatore croato
- 10 giugno - Nadia Toffa, conduttrice televisiva e giornalista italiana († 2019)
- 10 giugno - Jake Tsakalidīs, ex cestista georgiano
- 10 giugno - Bernardo Vasconcelos, ex calciatore portoghese
- 10 giugno - Svetlana Jur'evna Zacharova, ballerina russa
- 11 giugno - Eneko Andueza, politico spagnolo
- 11 giugno - Saša Bjelanović, dirigente sportivo e ex calciatore croato
- 11 giugno - Ali Boussaboun, ex calciatore marocchino
- 11 giugno - Noah Clarke, ex hockeista su ghiaccio statunitense
- 11 giugno - Danilo Gabriel de Andrade, allenatore di calcio e ex calciatore brasiliano
- 11 giugno - Tõnu Endrekson, canottiere estone
- 11 giugno - Alessia Fadda, calciatrice e ex giocatrice di calcio a 5 italiana
- 11 giugno - Steve Hanley, rugbista a 15 inglese
- 11 giugno - Curtis Harding, cantautore statunitense
- 11 giugno - J~Sin Trioxin, chitarrista, cantante e cantautore statunitense († 2018)
- 11 giugno - Patricia Miranda, ex lottatrice statunitense
- 11 giugno - Jovanka Stanojević, pittrice serba
- 11 giugno - Amy Taylor, ex calciatrice australiana
- 12 giugno - Anna Bogalij-Titovec, ex biatleta russa
- 12 giugno - Amandine Bourgeois, cantante francese
- 12 giugno - Robyn, cantautrice e musicista svedese
- 12 giugno - Alessandro Cattaneo, politico italiano
- 12 giugno - Dallas Clark, ex giocatore di football americano statunitense
- 12 giugno - Joanne Fox, pallanuotista australiana
- 12 giugno - Dmitrij Gluchovskij, scrittore e giornalista russo
- 12 giugno - Wil Horneff, attore statunitense
- 12 giugno - Sergej Karasëv, arbitro di calcio russo
- 12 giugno - Feliks Kojadinović, ex cestista bosniaco
- 12 giugno - Guido Quintino Liris, politico italiano
- 12 giugno - Oscar Loya, cantante statunitense
- 12 giugno - Micaela Martins Jacintho, ex cestista brasiliana
- 12 giugno - Diego Milito, dirigente sportivo e ex calciatore argentino
- 12 giugno - Álex Mumbrú, allenatore di pallacanestro e ex cestista spagnolo
- 12 giugno - Walter Pozzebon, ex rugbista a 15 e allenatore di rugby a 15 italiano
- 12 giugno - Jodie Prenger, attrice britannica
- 12 giugno - Çeyhun Sultanov, ex calciatore azero
- 12 giugno - Gabriel Viglianti, ex calciatore argentino
- 12 giugno - Earl Watson, ex cestista e allenatore di pallacanestro statunitense
- 12 giugno - Ayelech Worku, ex mezzofondista etiope
- 13 giugno - Gustave Bahoken, ex calciatore camerunese
- 13 giugno - Mauro Esposito, allenatore di calcio e ex calciatore italiano
- 13 giugno - Andrew av Fløtum, ex calciatore faroese
- 13 giugno - Rebecca Gilmore, tuffatrice australiana
- 13 giugno - Nila Håkedal, giocatrice di beach volley e pallavolista norvegese
- 13 giugno - Fredrik Hansen, vescovo cattolico norvegese
- 13 giugno - Stephanie Hodge, attrice e modella statunitense
- 13 giugno - Wordsplayed, rapper nigeriano
- 13 giugno - Damir Krupalija, ex cestista bosniaco
- 13 giugno - Zizi Roberts, ex calciatore liberiano
- 13 giugno - Seo Young-hee, attrice sudcoreana
- 14 giugno - Alejandro Alpízar, ex calciatore e ex giocatore di calcio a 5 costaricano
- 14 giugno - Johan Arneng, ex calciatore svedese
- 14 giugno - Shannon Hegarty, rugbista a 13 australiano
- 14 giugno - Romain Hugault, fumettista francese
- 14 giugno - Pascale Hutton, attrice canadese
- 14 giugno - Jan Lindenau, politico tedesco
- 14 giugno - Luís Filipe, ex calciatore portoghese
- 14 giugno - Ma Ning, arbitro di calcio cinese
- 14 giugno - Elena Nečaeva, schermitrice russa
- 14 giugno - Andrea Raschi, cestista sammarinese
- 14 giugno - Leo Ricci, ex cestista argentino
- 14 giugno - Rodolphe Roche, ex calciatore francese
- 14 giugno - Paradorn Srichaphan, allenatore di tennis e ex tennista thailandese
- 14 giugno - Raphael de Oliveira, ex pallavolista brasiliano
- 14 giugno - Michal Wiezik, ecologo e politico slovacco
- 15 giugno - Abdou Alassane Dji Bo, judoka nigerino
- 15 giugno - Orosco Anonam, ex calciatore nigeriano
- 15 giugno - Steven Barnett, tuffatore australiano
- 15 giugno - Petăr Dačev, ex lunghista bulgaro
- 15 giugno - Christian Di Giuliomaria, ex cestista e allenatore di pallacanestro italiano
- 15 giugno - Angel Dlamini, regina
- 15 giugno - Demond Greene, ex cestista e allenatore di pallacanestro statunitense
- 15 giugno - Vadim Guigolaev, lottatore russo
- 15 giugno - Julija Nescjarėnka, ex velocista bielorussa
- 15 giugno - Christian Rahn, allenatore di calcio e ex calciatore tedesco
- 15 giugno - Achille Ridolfi, attore belga
- 15 giugno - João Santos, ex cestista portoghese
- 15 giugno - Kenneth Scicluna, ex calciatore maltese
- 16 giugno - Emerson Acuña, ex calciatore colombiano
- 16 giugno - Wilfrid Aka, ex cestista francese
- 16 giugno - Fabian Boll, allenatore di calcio, ex calciatore e poliziotto tedesco
- 16 giugno - Dana DeArmond, attrice pornografica, regista e pattinatrice statunitense
- 16 giugno - Massimiliano Donati, velocista italiano
- 16 giugno - Marco Ender, ex calciatore liechtensteinese
- 16 giugno - Houda-Imane Faraoun, fisica algerina
- 16 giugno - Murilo Fischer, ex ciclista su strada brasiliano
- 16 giugno - Eleonora Gay, ex pallanuotista italiana
- 16 giugno - Emmanuel Moire, cantante e attore francese
- 16 giugno - Enrique Ortiz, ex calciatore argentino
- 16 giugno - Arnaldo Pereira, giocatore di calcio a 5 portoghese
- 16 giugno - Natallja Trafimava, ex cestista e allenatrice di pallacanestro bielorussa
- 16 giugno - Carolina Waidhofer-Dummer, ex sciatrice alpina austriaca
- 16 giugno - Eva Walkner, ex sciatrice alpina austriaca
- 17 giugno - Emile Baron, ex calciatore sudafricano
- 17 giugno - Magda Genuin, ex fondista italiana
- 17 giugno - Aleksandr Anatol'evič Motylëv, scacchista russo
- 17 giugno - Nick Rimando, ex calciatore statunitense
- 17 giugno - Mujo Tuljković, ex cestista bosniaco
- 17 giugno - Young Maylay, rapper e attore statunitense
- 18 giugno - Pini Balili, ex calciatore israeliano
- 18 giugno - Stefano Bono, ex calciatore italiano
- 18 giugno - Dana Boonen, ex cestista belga
- 18 giugno - Nicole Brändli, ex ciclista su strada svizzera
- 18 giugno - Margherita Chiavaro, pallavolista e giocatrice di beach volley italiana
- 18 giugno - Bandegne Diop, ex cestista senegalese
- 18 giugno - Milene Domingues, modella e ex calciatrice brasiliana
- 18 giugno - Thomas Elliot, calciatore britannico
- 18 giugno - Aljaksej Hryšyn, ex sciatore freestyle bielorusso
- 18 giugno - Kristina Klebe, attrice statunitense
- 18 giugno - Yumiko Kobayashi, doppiatrice giapponese
- 18 giugno - Brian McKeever, fondista e biatleta canadese
- 18 giugno - Kenny Noyes, pilota motociclistico statunitense
- 18 giugno - Goran Sankovič, calciatore sloveno († 2022)
- 18 giugno - Francesco Scarpa, calciatore italiano
- 18 giugno - Andrew Sinkala, ex calciatore zambiano
- 19 giugno - Pete Aguilar, politico statunitense
- 19 giugno - Josh Brecheen, politico statunitense
- 19 giugno - Simon Flockhart, ex cestista scozzese
- 19 giugno - Quentin Jammer, giocatore di football americano statunitense
- 19 giugno - Kléberson, allenatore di calcio e ex calciatore brasiliano
- 19 giugno - Pavel Otdel'nov, artista russo
- 19 giugno - Sandy Style, ex attrice pornografica ceca
- 19 giugno - Raquel Sueiro, modella e attrice spagnola
- 20 giugno - Frédéric Cermeno, ex rugbista a 15 e rugbista a 13 francese
- 20 giugno - Dianna Corcoran, cantautrice australiana
- 20 giugno - Julie Fowlis, cantante scozzese
- 20 giugno - Aurélien Gaya, attore francese
- 20 giugno - Charlotte Hatherley, cantautrice e chitarrista britannica
- 20 giugno - Hindi Zahra, cantante e attrice marocchina
- 20 giugno - Kyle Julius, ex cestista e allenatore di pallacanestro canadese
- 20 giugno - Teruaki Kobayashi, ex calciatore giapponese
- 20 giugno - Li Yi, allenatore di calcio, dirigente sportivo e ex calciatore cinese
- 20 giugno - Todd Matthews-Jouda, ex ostacolista statunitense
- 20 giugno - Masashi Motoyama, ex calciatore giapponese
- 20 giugno - Jessica Pratt, soprano inglese
- 20 giugno - Cael Sanderson, ex lottatore statunitense
- 20 giugno - Renedy Singh, ex calciatore e allenatore di calcio indiano
- 20 giugno - Paweł Sobolewski, allenatore di calcio e ex calciatore polacco
- 20 giugno - Simone Spescha, pallavolista italiano
- 20 giugno - Sarah Stiles, attrice e cantante statunitense
- 20 giugno - James Vowles, dirigente sportivo e ingegnere britannico
- 21 giugno - Irene Ferrari, ex calciatrice italiana
- 21 giugno - Annett Fleischer, attrice, conduttrice televisiva e modella tedesca
- 21 giugno - Yūko Fueki, attrice e cantante giapponese
- 21 giugno - Kōstas Katsouranīs, dirigente sportivo e ex calciatore greco
- 21 giugno - Maleagi Ngarizemo, ex calciatore namibiano
- 21 giugno - Chris Pratt, attore statunitense
- 21 giugno - Ornit Shwartz, ex cestista israeliana
- 21 giugno - Robert Sidoli, ex rugbista a 15 gallese
- 22 giugno - Joey Cheek, ex pattinatore di velocità su ghiaccio statunitense
- 22 giugno - Sandra Klösel, ex tennista tedesca
- 22 giugno - Leire Martínez, cantante, attrice e produttrice discografica spagnola
- 22 giugno - Gioia Marzocca, schermitrice italiana
- 22 giugno - Katia Pietrosanti, ex ginnasta italiana
- 22 giugno - Jai Rodriguez, attore e cantante statunitense
- 22 giugno - Denis Selimovič, ex calciatore sloveno
- 22 giugno - Thomas Voeckler, ex ciclista su strada francese
- 22 giugno - Leonardo Silva, ex calciatore brasiliano
- 23 giugno - Marilyn Agliotti, hockeista su prato sudafricana
- 23 giugno - Brian Badza, ex calciatore zimbabwese
- 23 giugno - Luise Bähr, attrice tedesca
- 23 giugno - Jim Curtin, allenatore di calcio e ex calciatore statunitense
- 23 giugno - Matteo Fantuzzi, poeta italiano
- 23 giugno - Linda Fröhlich, ex cestista tedesca
- 23 giugno - Paolo Guastalvino, calciatore e allenatore di calcio italiano
- 23 giugno - Meghna Kumar, doppiatrice e attrice olandese
- 23 giugno - Grégory Lefort, pilota motociclistico francese
- 23 giugno - Elia Luini, canottiere italiano
- 23 giugno - Íris Stefanelli, attrice e conduttrice televisiva brasiliana
- 23 giugno - Joscho Stephan, chitarrista tedesco
- 23 giugno - Tasha Tilberg, supermodella canadese
- 23 giugno - LaDainian Tomlinson, ex giocatore di football americano statunitense
- 23 giugno - Shigeki Tsujimoto, ex calciatore giapponese
- 23 giugno - Valdin, giocatore di calcio a 5 brasiliano
- 23 giugno - Susanna Wallumrød, cantante norvegese
- 24 giugno - Virginie Gervais, attrice pornografica e personaggio televisivo francese
- 24 giugno - Massimo Impieri, poliziotto italiano († 2013)
- 24 giugno - Dafydd Jones, rugbista a 15 gallese
- 24 giugno - Mindy Kaling, attrice e scrittrice statunitense
- 24 giugno - Geoff Keighley, giornalista canadese
- 24 giugno - Petra Němcová, modella, conduttrice televisiva e filantropa ceca
- 24 giugno - Zdravko Radić, pallanuotista montenegrino
- 24 giugno - Neil Tarrant, ex calciatore scozzese
- 24 giugno - Giovanni Vianello, politico italiano
- 24 giugno - Marquinhos Santos, allenatore di calcio brasiliano
- 25 giugno - Wisdom Fofo Agbo, ex calciatore ghanese
- 25 giugno - Omar Berdiýew, calciatore turkmeno († 2023)
- 25 giugno - Lisa Bremseth, ex sciatrice alpina norvegese
- 25 giugno - Hirooki Goto, wrestler giapponese
- 25 giugno - Jan Gustafsson, scacchista tedesco
- 25 giugno - Richard Daniel Hughes, ex calciatore scozzese
- 25 giugno - Daniel Huňa, ex calciatore ceco
- 25 giugno - Nicholas Jarecki, regista, sceneggiatore e produttore cinematografico statunitense
- 25 giugno - Daniel Jensen, ex calciatore danese
- 25 giugno - Sébastien Joly, dirigente sportivo e ex ciclista su strada francese
- 25 giugno - Marianna Lymperta, ex nuotatrice greca
- 25 giugno - Ingrid Muccitelli, conduttrice televisiva e giornalista italiana
- 25 giugno - Haddy N'jie, cantante, giornalista e conduttrice televisiva norvegese
- 25 giugno - Busy Philipps, attrice e personaggio televisivo statunitense
- 25 giugno - Sabrina Porini, ex pallamanista italiana
- 25 giugno - Silvana Tirinzoni, giocatrice di curling svizzera
- 25 giugno - Rob van der Loo, bassista e compositore olandese
- 26 giugno - Yacine Amaouche, ex calciatore algerino
- 26 giugno - Andrea Caroppo, politico italiano
- 26 giugno - Jaroslav Černý, ex calciatore ceco
- 26 giugno - Hong Chau, attrice thailandese
- 26 giugno - Njogu Demba-Nyrén, ex calciatore gambiano
- 26 giugno - Rok Flander, ex snowboarder sloveno
- 26 giugno - Wálter Herrmann, ex cestista argentino
- 26 giugno - Antonio Landieri, italiano († 2004)
- 26 giugno - Marko Maravič, allenatore di pallacanestro e ex cestista sloveno
- 26 giugno - Johnny Menyongar, ex calciatore liberiano
- 26 giugno - Jean-Baptiste Poux, ex rugbista a 15 e allenatore di rugby a 15 francese
- 26 giugno - Jurij Ščukin, allenatore di tennis e ex tennista russo
- 26 giugno - Predrag Šimić, ex calciatore bosniaco
- 26 giugno - Ryan Tedder, cantautore, polistrumentista e produttore discografico statunitense
- 27 giugno - Giorgio Andreotta Calò, artista italiano
- 27 giugno - Martin Bourboulon, regista francese
- 27 giugno - Fabiano Lima Rodrigues, ex calciatore brasiliano
- 27 giugno - Massimiliano Irrati, ex arbitro di calcio italiano
- 27 giugno - Shunsuke Itō, ex cestista giapponese
- 27 giugno - Kim Gyu-ri, attrice sudcoreana
- 27 giugno - Peoria Koshiba, ex velocista palauana
- 27 giugno - Daniela Lo Piano, ex pallamanista italiana
- 27 giugno - Fabrizio Miccoli, dirigente sportivo, allenatore di calcio e ex calciatore italiano
- 27 giugno - Liz Stauber, attrice statunitense
- 27 giugno - Scott Taylor, politico statunitense
- 27 giugno - Masayoshi Yamanaka, ex giocatore di football americano e allenatore di football americano giapponese
- 28 giugno - Salah, danzatore francese
- 28 giugno - Damone Brown, ex cestista statunitense
- 28 giugno - Felicia Day, attrice statunitense
- 28 giugno - Alejandro Lago, ex calciatore uruguaiano
- 28 giugno - Tim McCord, bassista statunitense
- 28 giugno - Aaron McGhee, ex cestista statunitense
- 28 giugno - Leticia Murray, modella messicana
- 28 giugno - Nikolas Nikolaou, ex calciatore cipriota
- 28 giugno - Niklas Nordgren, ex hockeista su ghiaccio svedese
- 28 giugno - Pietro Sibello, velista italiano
- 28 giugno - James Spithill, velista australiano
- 28 giugno - Florian Zeller, scrittore, drammaturgo e regista francese
- 29 giugno - Myron Allen, ex cestista statunitense
- 29 giugno - Artur Avila, matematico brasiliano
- 29 giugno - Zoltán Balázs, allenatore di calcio a 5 e ex giocatore di calcio a 5 ungherese
- 29 giugno - Clementine Ford, attrice statunitense
- 29 giugno - Mikko Keskinarkaus, ex combinatista nordico finlandese
- 29 giugno - André Lakos, hockeista su ghiaccio austriaco
- 29 giugno - Yehuda Levi, attore israeliano
- 29 giugno - Abs Breen, cantante e personaggio televisivo inglese
- 29 giugno - Andy O'Brien, ex calciatore inglese
- 29 giugno - Teresa Paternoster, pedagogista, regista e attrice italiana
- 29 giugno - Abraham Paz, allenatore di calcio e ex calciatore spagnolo
- 29 giugno - John Pohl, ex hockeista su ghiaccio statunitense
- 29 giugno - Gabriele Sabatini, doppiatore italiano
- 29 giugno - Tomoyuki Sakai, ex calciatore giapponese
- 29 giugno - Alejo Sauras, attore spagnolo
- 29 giugno - Marleen Veldhuis, ex nuotatrice olandese
- 30 giugno - Andy Burrows, cantautore e polistrumentista britannico
- 30 giugno - Sylvain Chavanel, ex ciclista su strada francese
- 30 giugno - Jaime Colomé, ex calciatore cubano
- 30 giugno - Ioana Diaconescu, ex nuotatrice rumena
- 30 giugno - Rick Gonzalez, attore statunitense
- 30 giugno - Christopher Jacot, attore e doppiatore canadese
- 30 giugno - Matisyahu, cantante, rapper e attore statunitense
- 30 giugno - Andrea Millán, schermitrice messicana
- 30 giugno - Andrew Ord, allenatore di calcio e ex calciatore inglese
- 30 giugno - Veruska Ramírez, modella venezuelana
- 30 giugno - Etienne Stott, canoista britannico
- 30 giugno - Francisco Sánchez, lottatore spagnolo